# Henrique Manzo
Henrique Manzo (São Bernardo do Campo, 27 de dezembro de 1896 — São Paulo, 29 de junho de 1982) foi um pintor, desenhista, restaurador e cenógrafo brasileiro de ascendência italiana. Ele foi um importante pintor paulista. Trabalhou principalmente sobre as encomendas do antigo diretor do Museu Paulista, Afonso d'Escragnolle Taunay, que selecionou uma série de fotografias de Militão Augusto de Azevedo, e delegou ao artista o trabalho de reproduzir as fotografias em pinturas das principais cenas paulistanas do séculos XIX. Manzo pintou muitas cenas de fazendas, retratos e cenas alegóricas, a partir de fotografias. Como restaurador, trabalhou no Museu Paulista, ainda sob a direção de Affonso Taunay.

## Biografia
Filho de imigrantes italianos Pellegrino Manzo e Angela Maria Miele, Henrique Manzo matriculou-se em 1913 no Liceu de Artes e Ofícios de São Paulo no curso de Artes Plásticas, onde se formou em 1917. Neste mesmo ano expôs e obteve medalha de bronze. 
No ano seguinte, passou um ano no Rio de Janeiro onde realizou exposições no Salão Nacional de Belas Artes.
Em 1922 foi convidado por Afonso d'Escragnolle Taunay para ajudar a compor as obras do Museu Paulista em comemoração ao centenário da Independência. O projeto tinha o objetivo de montar exposições voltadas para a reconstituição arcaizante do passado urbano de São Paulo. Grande parte das obras foram encomendadas a partir de fotos do século passado. Sobre a direção de Afonso Taunay foram duas obras foram produzidas por Henrique Manzo: Panorama de São Paulo em 1870 e Tríptico de São Paulo visto da Várzea do Carmo em 1941.
Henrique Manzo foi um dos artistas que, em comemoração ao Centenário da Independência, teve suas obras encomendadas em 17 de maio de 1920. A constituição da “memória paulista” mobilizou os artistas a adequarem o gênero de suas obras às regras da moda e do tempo. Henrique Manzo foi convidado a realizar os quadros juntamente com os artistas Benedicto Calixto de Jesus, Jonas de Barros, Nicola Petrilli, Berthe Adams Worms e José Wasth Rodrigues.
Em 1924 o artista expôs o quadro Convalescente no SNBA e foi premiado.
Quando Henrique Manzo regressou a São Paulo, continuou enviando suas pinturas para o Salão Nacional, onde obteve duas premiações. Em 1938 realizou a primeira exposição individual, que contou com 76 trabalhos, entre eles paisagens do Rio de Janeiro, São Paulo, Portugal, Santos e natureza morta. Na Galeria Prestes Maia, em 1948, Henrique Manzo realizou outra exposição individual com 101 trabalhos.
Em 1964 recebeu uma pequena medalha de ouro. Foi em 1964 também que inaugurou em sua propriedade a Galeria Narcisa, onde o artista também morava.
O artista também atuou como como pintor e restaurador do Museu Paulista da Universidade de São Paulo (conhecido como Museu do Ipiranga). [1] Henrique Manzo responde por cerca de 27 retratos no Museu Republicano. Isso significa que juntamente com Oscar Pereira da Silva, os artistas respondem por um terço das obras do acervo.
Foi retratado em um quadro do pintor Benedito José Tobias (Retrato de Henrique Manzo, óleo sobre madeira, 48 x 55 cm, s/d).

## Primeira exposição geral de belas-artes
Henrique Manzo fez parte da comissão organizadora da exposição, que contou também com Vicente Larocca, José Cordeiro, Pedro Corona e Waldemar Belisário. Os membros desse grupo criaram a Sociedade de Belas Artes de São Paulo e conseguiram depois de muitos anos deixar de lado as rivalidades dos paulistas e unir grupos que eram isolados. A exposição foi inaugurada em 7 de setembro de 1922, no Palácio das Indústrias, e contava com 279 trabalhos, sendo 270 pinturas e nove esculturas. Entre os 54 artistas que participaram do evento, 35 eram brasileiros e de origem italiana, 14 italianos, um grego, um francês, um suíço, um argentino e um japonês.
Ainda se tratando sobre Exposição de Belas-Artes, Henrique Manzo foi o idealizador do 13 catálogo da exposição em São Paulo. O material foi assinado pelo pintor na capa e apresenta soluções originais e criativas. Os traços, as cores e a variação de paletas que mesclam com o fundo, são os principais destaques. Assim como outros catálogos, a ideia do artista foi realizar um material sem transmitir uma mensagem direta sobre a mostra e os artistas que estarão presentes com seus trabalhos.

## Galeria Narciza
Instaurada no pico do Jaraguá, na zona oeste, a Galeria Narciza foi formada nos anos 60 pelo pintor Henrique Manzo, em oito de maio de 1964, e é mantida intacta pelos parentes como foi deixava pela artista. O local, que também era a sua residência possui mais de 150 obras e alguns móveis desenhados por Manzo. Até mesmo as paredes foram pintadas pelo artista, se assemelhando a papéis de parede.
Há alguns quadros na galeria que registram o crescimento do bairro, como por exemplo, o quadro “Nuvem sobre o Jaraguá”, que mostra o bairro antes da civilização, antes das antenas e de todo o movimento da região.
A casa também conserva o ateliê do pintor, com várias telas, a cadeira onde sentava, a cama onde ficavam as musas, os pinceis e as tintas guardadas há mais de 50 anos em um armário.
Além disso, a galeria conserva o primeiro livro de presença, onde os visitantes assinavam o próprio nome quando visitavam o local.

## Obras
Manzo teve importante atuação como retratista do Museu do Ipiranga e do Museu Republicano. No Museu Republicano, a Galeria dos Republicanos Históricos e a Galeria dos Convencionais dividiam o mesmo espaço e a escolha dos retratos expostos no local era decidida pela posição política ocupada na sociedade. Manzo realizou o maior número de quadros para esse acervo.

### Panorama de São Paulo

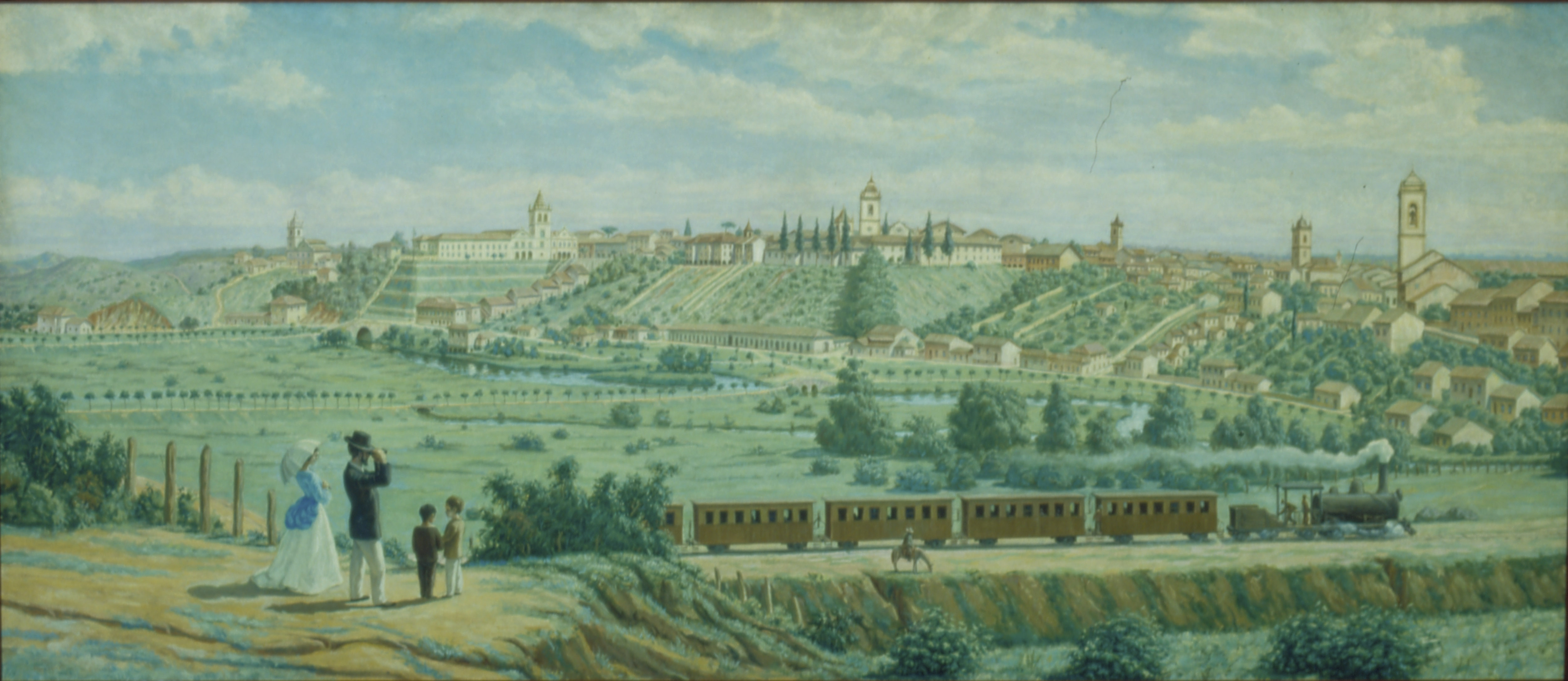
Panorama de São Paulo, 1870, Acervo do Museu Paulista da USP

Panorama de São Paulo organiza-se a partir de uma litogravura de Jules Martins, o quadro de Henrique Manzo possui as dimensões de 105,5 x 231 cm e representa a ideia de vista da cidade paulista, a partir do ponto de vista panorâmico e através da família em primeiro plano, à esquerda, onde um homem que possui uma luneta está no alto de um morro e avista  a cidade, cheia de torres de igrejas.
O plano médio do quadro é composto pela Várzea do Carmo, composta por um vasto gramado de árvores enfileiradas. Além disso, nota-se a presença de água través do Rio Tamanduateí, sobre o qual foram construídas pontes. No primeiro plano da imagem, à direita, há uma locomotiva com inúmeros vagões e em frente a um deles, a figura de um tropeiro, provavelmente sugerida por Taunay, está presente. As dimensões da locomotiva com o homem montado a cavalo trazem ao quadro as tensões que envolvem o rural e urbano.
Os personagens ainda presentes na obram realçam os tipos humanos da sociedade daquela época, como por exemplo, a senhora que está ainda no primeiro plano e que veste um vestido longo e segura uma sombrinha e um homem que segura uma cartola e um fraque. Além disso, as vestimentas das crianças lembram roupas de adultos daqueles anos.
A encomenda, por Affonso Taunay, por óleos sobre tela que retratassem a paisagem de São Paulo retratam a tentativa de preservação dessa paisagem, apesar desse local ter sido transformado em um parque público.

### Tríptico de São Paulo
Nessa obra de 170 x 635 cm, Henrique Manzo retratou o Parque Dom Pedro II, que na pintura ocupa todo o quadrante inferior da imagem e funciona como um ornamento da cidade. A pintura possui como ícone os arranha-céus, o que faz associa-lá ao repertório de paisagem difundido no final do século XIX, elegendo a vida moderna e o urbano como os principais motivos para serem fotografados.
A vista panorâmica mantém-se também nesse quadro, onde é possível observar em ambas extremidades áreas que sofreram demolições, como é o caso do edifício Guarany e a Igreja do Carmo. Diferentes das demais pinturas sobre a Várzea do Carmo, esta em específico representa as igrejas com um papel menor e que estão encobertas por arranha-céus. Essa situação permite enxergar que as batidas dos sinos das igrejas não determinavam mais o ritmo da vida daquela sociedade mais, mas ao contrário, a vida moderna ganhou outro compasso, sinalizado, por exemplo, pelo Edifício Senador Paulo Abreu, que possui um relógio, na extremidade direita do tríptico.
Ao pé do Edifício Martinelli, está o Palacete Nacim Schoueri, que aliado ao parque representado no quadro, mostram que a cidade de São Paulo possui diversas funções, um atributo considerado positivo para aquela sociedade capitalista que estava se desenvolvendo. A metrópole moderna retratada pelo pintor Henrique Manzo identifica o crescimento vertical da cidade, evidenciando a sua densa urbanização.

### Cafezal da Fazenda Ibicaba

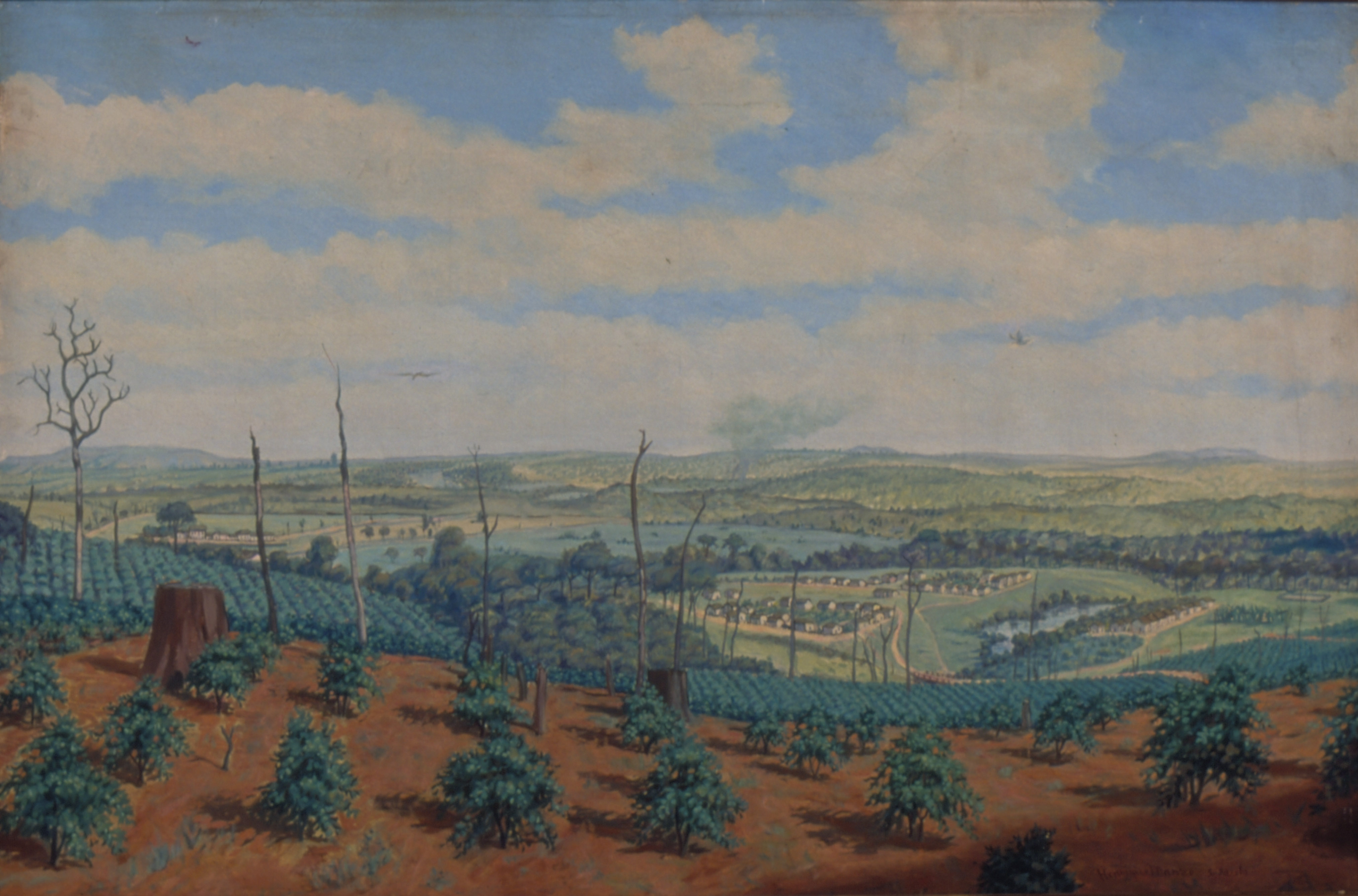
Cafezal da Fazenda Ibicaba, 1850, Acervo do Museu Paulista da USP

Esse óleo sobre tela de Henrique Manzo está exposto no Museu Paulista da Universidade de São Paulo e levanta a importância sobre a riqueza dos corredores florestais. Uma das importâncias sobre a imagem desses corredores é a redução dos efeitos negativos da perda e da fragmentação dos habitats sobre a biodiversidade. A tela do artista traz à tona também a importância da Fazenda Ibicaba na plantação de café, na imigração de portugueses e alemães, no uso do arado em terras brasileiras, no uso das carroças e no uso do maquinário a vapor.
O artista ainda produziu mais duas telas sobre a Fazenda, que datam os anos de 1845 e 1876, ambas utilizam a técnica de pintura a óleo.

## Participação no teatro
No teatro realista de São Paulo, os telões de fundo eram confeccionados por pintores-cenógrafos, como é o caso de Henrique Manzo. Juntamente com o artista, trabalharam também Romolo Lombardi e Juvenal Prado, que executavam habilidades diferentes, entre elas: casas de campo, ambiente modestos, salões, galerias, varandas e jardins de inverno.